# Межурка
Межурка — река в России, протекает по Калининскому району Тверской области, впадая по левому берегу в Волгу рядом с Тверью.
На берегу реки находится деревня Дмитрово-Черкассы.

## Данные водного реестра
В государственном водном реестре России относится к Верхневолжскому бассейновому округу, водохозяйственный участок реки — Волга от города Зубцов до города Тверь, без реки Тверца, речной подбассейн реки — бассейны притоков (Верхней) Волги до Рыбинского водохранилища. Речной бассейн реки — (Верхняя) Волга до Куйбышевского водохранилища (без бассейна Оки).
Код объекта в государственном водном реестре — 08010100612210000001856.

### Притоки
(км от устья)
- 2,5 км: ручей Малица (лв)

## События
Одним из важных событий — Межрегиональный военно-исторический фестиваль «Тверская застава».
Проводится в рамках празднования годовщины Великой Победы в ВОВ. В фестивале участвуют клубы из разных городов России и Белоруссии. Специально для зрителей фестиваля «Тверская застава» воспроизводится «штурм» крепости, групповые бои, военные и исторические манёвры.